# Астор (Флорида)
Астор (англ. Astor) — статистически обособленная местность, расположенная в округе Лейк (штат Флорида, США) с населением в 1487 человек по статистическим данным переписи 2000 года.

## География
По данным Бюро переписи населения США, статистически обособленная местность Астор имеет общую площадь в 6,47 квадратных километров, водных ресурсов в черте населённого пункта не имеется.
Статистически обособленная местность Астор расположена на высоте 1 м над уровнем моря.

## Демография
По данным переписи населения 2000 года, в Асторe проживало 1487 человек, 444 семьи, насчитывалось 641 домашнее хозяйство и 1027 жилых домов. Средняя плотность населения составляла около 229,83 человек на один квадратный километр. Расовый состав населённого пункта распределился следующим образом: 96,97 % белых, 0,67 % — чёрных или афроамериканцев, 0,81 % — коренных американцев, 0,07 % — выходцев с тихоокеанских островов, 0,27 % — представителей смешанных рас, 1,21 % — других народностей. Испаноговорящие составили 9,15 % от всех жителей статистически обособленной местности.
Из 641 домашних хозяйств в 20,3 % воспитывали детей в возрасте до 18 лет, 55,2 % представляли собой совместно проживающие супружеские пары, в 7,6 % семей женщины проживали без мужей, 30,7 % не имели семей. 24,3 % от общего числа семей на момент переписи жили самостоятельно, при этом 12,6 % составили одинокие пожилые люди в возрасте 65 лет и старше. Средний размер домашнего хозяйства составил 2,32 человек, а средний размер семьи — 2,68 человек.
Население статистически обособленной местности по возрастному диапазону по данным переписи 2000 года распределилось следующим образом: 19,9 % — жители младше 18 лет, 5,2 % — между 18 и 24 годами, 20,4 % — от 25 до 44 лет, 30,6 % — от 45 до 64 лет и 23,8 % — в возрасте 65 лет и старше. Средний возраст жителей составил 48 лет. На каждые 100 женщин в Асторe приходилось 97,0 мужчин, при этом на каждые сто женщин 18 лет и старше приходилось 93,7 мужчин также старше 18 лет.
Средний доход на одно домашнее хозяйство статистически обособленной местности составил 31 284 доллара США, а средний доход на одну семью — 31 786 долларов. При этом мужчины имели средний доход в 22 074 доллара США в год против 20 949 долларов среднегодового дохода у женщин. Доход на душу населения статистически обособленной местности составил 31 284 доллара в год. 9,2 % от всего числа семей в населённом пункте и 12,5 % от всей численности населения находилось на момент переписи населения за чертой бедности, при этом 15,3 % из них были моложе 18 лет и 6,7 % — в возрасте 65 лет и старше.